# Celvin Rotane
Celvin Rotane (eigentlich Mike van der Viven) ist ein deutscher House-DJ und -Produzent.

## Wirken
Europaweite Bekanntheit erreichte Rotane im Sommer 1995 mit der Veröffentlichung der in Zusammenarbeit mit Ramon Zenker produzierten Single I Believe, die mit ihrem charakteristischen "Uuh!"-Sample zu einem großen Clubhit wurde und in mehreren Ländern auch die Verkaufscharts erreichte. Die Nachfolgesingle Push Me To The Limit, die Rotane mit der US-amerikanischen Sängerin Francine "Frankie" McCoy aufnahm, konnte an diesen Erfolg anknüpfen.
Nachdem der dritten Single-Veröffentlichung You’ve Got To Be You ein Charteinstieg verwehrt geblieben war, gelang Celvin Rotane im Jahr 1997 mit der Doppel-A-Seite Back Again / Theme From Magnum ein Comeback. Während es sich bei "Theme from Magnum" um eine Neuinterpretation der Titelmusik der Fernsehserie Magnum handelte, war der Sound von "Back Again" vom zu jener Zeit populären Pizzicato Trance beeinflusst.
Celvin Rotane war und ist auch international als DJ aktiv.

## Diskografie

### Alben
- 1996: The Single Collection

### Kompilationen
- 1996: In Da Mix

### Singles
- 1995: I Believe (uuh!)
- 1995: Push Me To The Limit (feat. Frankie McCoy)
- 1996: You’ve Got To Be You
- 1997: Back Again / Theme From Magnum
- 1997: Bienvenue
- 1999: Houze Muzique
- 2003: B2W - Backs II The Wall (Celvin Rotane & Dweed)